# Vårt Land (svensk tidning)
Vårt Land var en konservativ daglig aftontidning, som utgavs i Stockholm 1886-1908.
Tidningens ändamål var "att i Stockholm utgiva en politisk tidning, vilken utkommer dels dagligen samt dels såsom veckoupplaga, och som på kristendomens grundval skall verka för en konstitutionell, fosterländsk och strängt lagenlig samhällsutveckling". Det för "Vårt land" kännetecknande var dess strävan att hävda kristendomens, särskilt i dess evangelisk-lutherska form, värderingar i samhället och att föra fram dess synpunkter på litteraturens och konstens områden.
Tidningen motsatte sig kraftigt Norges anspråk på full likställighet i unionen, förespråkade protektionism samt lämnade sitt stöd åt Nya lantmannapartiet. Tidningen var att betrakta som ett stridsorgan mot de liberala och socialdemokratiska ideologierna. I början av 1900-talet blev tidningens ställning alltmer bekymmersam till följd av minskade intäkter och försvagad redaktionell ledning; den uppgick 1908 i Nya Dagligt Allehanda, som några år framåt kallade sig "Nya Dagligt Allehanda-Vårt Land". 
Tidningens huvudredaktör och ansvarige utgivare var från början Gustaf Torelius, som efterträddes av Johan Fredrik Nyström (1903-05) och Gustaf E. Ericson (1905-08). Bland tidningens övriga ordinarie medarbetare förtjänar främst Carl David af Wirsén att nämnas; dennes litteraturkritiska verksamhet där var på sätt och vis tidningens mest uppmärksammade del.